# Tapan Sinha

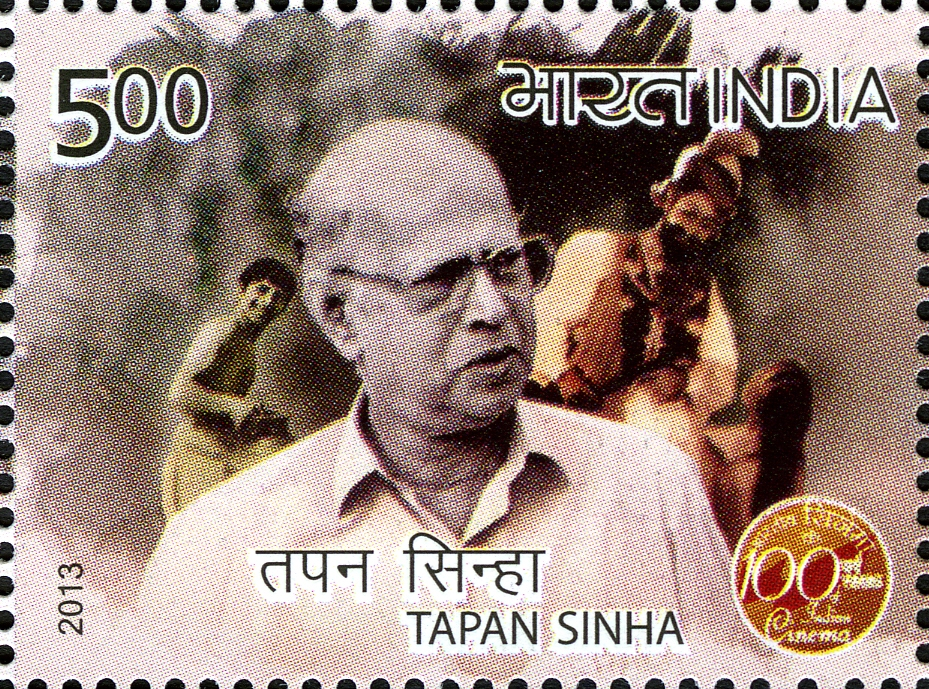
Tapan Sinha auf einer indischen Briefmarke von 2013

Tapan Sinha (Bengalisch: তপন সিন্হা, Tapan Sinhā; * 2. Oktober 1924 in Kolkata; † 15. Januar 2009 ebenda) war ein indischer Regisseur des bengalischen und Hindi-Films. Neben Satyajit Ray und Mrinal Sen zählte er zu den auch international renommierten bengalischen Filmregisseuren mit einer erkennbar eigenen Handschrift. Sinha wurde insbesondere wegen seiner Gabe des filmischen Erzählens geschätzt.

## Biografie
Sinha wuchs in Bihar (Bhagalpur und Bankura) auf, wo seine Familie Grundbesitz hatte. 1946 erlangte er einen Master-Abschluss (M.Sc.) in Physik an der University of Calcutta. Im selben Jahr begann er bei New Theatres in Kolkata als Toningenieur und arbeitete unter anderem für Satyen Boses Debütfilm Paribartan (1949). Nach einem Besuch beim London Film Festival war er von 1950 bis 1951 in den Londoner Pinewood Studios tätig.
Sein Debüt als Regisseur hatte er 1954 mit dem Film Ankush nach einer Geschichte von Narayan Gangopadhyay. Bereits in seinem zweiten Film Upahar (1955) spielte mit Uttam Kumar einer der Stars des bengalischen Films. Viele von Sinhas Werken sind Literaturverfilmungen bengalischer Autoren. Er drehte nach Rabindranath Thakur, Sailajananda Mukherjee, Tarashankar Bandyopadhyay und anderen. Sinhas Kabuliwala (1956) nach Tagore wurde auf der Berlinale 1957 gezeigt und gewann Ravi Shankar den Preis für die beste Musik. Der Schauspieler Chhabi Biswas spielte hier als afghanischer Trockenfruchthändler Rehmat Khan eine seiner besten Rollen. Unter der Regie von Hemen Gupta entstand 1961 ein Hindi-Remake dieses Films mit Balraj Sahni in der Hauptrolle.
Im Hindi-Film in Mumbai drehte Sinha Hatey Bazarey (1967) mit Ashok Kumar und Vyjayantimala, Sangina Mahato (1970) mit Dilip Kumar und Zindagi Zindagi (1972) mit Sunil Dutt und Waheeda Rehman. Danach ging er wieder nach Kolkata.
Tapan Sinha drehte Filme in vielen Genres von Komödien – die bekannteste ist Galpo Holeo Satyi (1966) mit Robi Ghosh – bis zum politischen Gegenwartsfilm – Apanjan (1968), Raja (1974) und Adalat-o-Ekti Meye (1981), die sich mit aktuellen sozialen Problemen (z. B. Naxaliten, Jugendarbeitslosigkeit, Gesetzlosigkeit) beschäftigen. Sabuj Dwiper Raja (1979) nach einer Geschichte von Sunil Gangopadhyay gehört zu den beliebtesten Kinderfilmen in Bengalen.
Sinha war bis zu ihrem Tod im Jahre 1990 mit der Schauspielerin Arundhati Devi verheiratet, die in mehreren seiner Filme auftrat. Unter dem Titel Mone Pore veröffentlichte er 1995 seine Memoiren.
Tapan Sinhas Filme wurden auf internationalen Filmfestivals gezeigt; er war mehrfach Mitglied von Festivaljurys. Viele seiner Werke wurden mit National Film Awards in Indien ausgezeichnet. Für sein Lebenswerk wurde er mit dem Dadasaheb Phalke Award 2006 ausgezeichnet.
Sein letztes Werk Shatabdir Kanya, das aus sechs Filmen nach Geschichten von Tagore, Sharat Chandra Chattopadhyay, Gourkishore Ghosh, Prafulla Roy und Dibyendu Palit besteht, vollendete er 2001. Es befasst sich mit der Stellung der indischen Frau im 20. Jahrhundert.

## Filmografie
- 1954: Ankush
- 1955: Upahar
- 1956: Tonsil
- 1956: Kabuliwala
- 1957: Louha-Kapat
- 1958: Kalamati
- 1959: Kshaniker Atithi
- 1960: Kshudista Pashan
- 1961: Jhinder Bandi
- 1962: Hansuli Banker Upakatha
- 1963: Nirjan Saikate
- 1964: Jotugriha
- 1964: Arohi
- 1965: Atithi
- 1966: Galpo Holeo Satti
- 1967: Hate Bazare
- 1968: Apanjan
- 1970: Sagina Mahato
- 1971: Ekhani
- 1972: Zindagi Zindagi
- 1973: Andhar Periye
- 1974: Sagina
- 1974: Raja
- 1975: Harmonium
- 1976: Ek Je Chhilo Desh
- 1977: Der weiße Elefant (Safed Haathi)
- 1979: Sabuj Dwiper Raja
- 1980: Bancharamer Bagan
- 1981: Adalat-o-Ekti Meye
- 1983: Abhimanyu
- 1984: Admi Aur Aurat
- 1985: Baidurya Rahasya
- 1986: Atanka
- 1987: Aaj Ka Robin Hood
- 1990: Didi
- 1990: Ek Doctor Ki Maut
- 1991: Antardhan
- 1994: Wheel Chair
- 1999: Ajab Gnayer Ajab Katha
- 2000: Anokhi Moti
- 2001: Satabdir Kanya